# Фатті і спадкоємиця
Фатті і спадкоємиця (англ. Fatty and the Heiress) — американська короткометражна кінокомедія Роско Арбакла 1914 року.

## У ролях
- Роско ’Товстун’ Арбакл — Фатті
- Філліс Аллен
- Мінта Дарфі
- Едвард Діллон
- Аль Ст. Джон
- Слім Саммервілл